# St. Michaelis (Bockelnhagen)

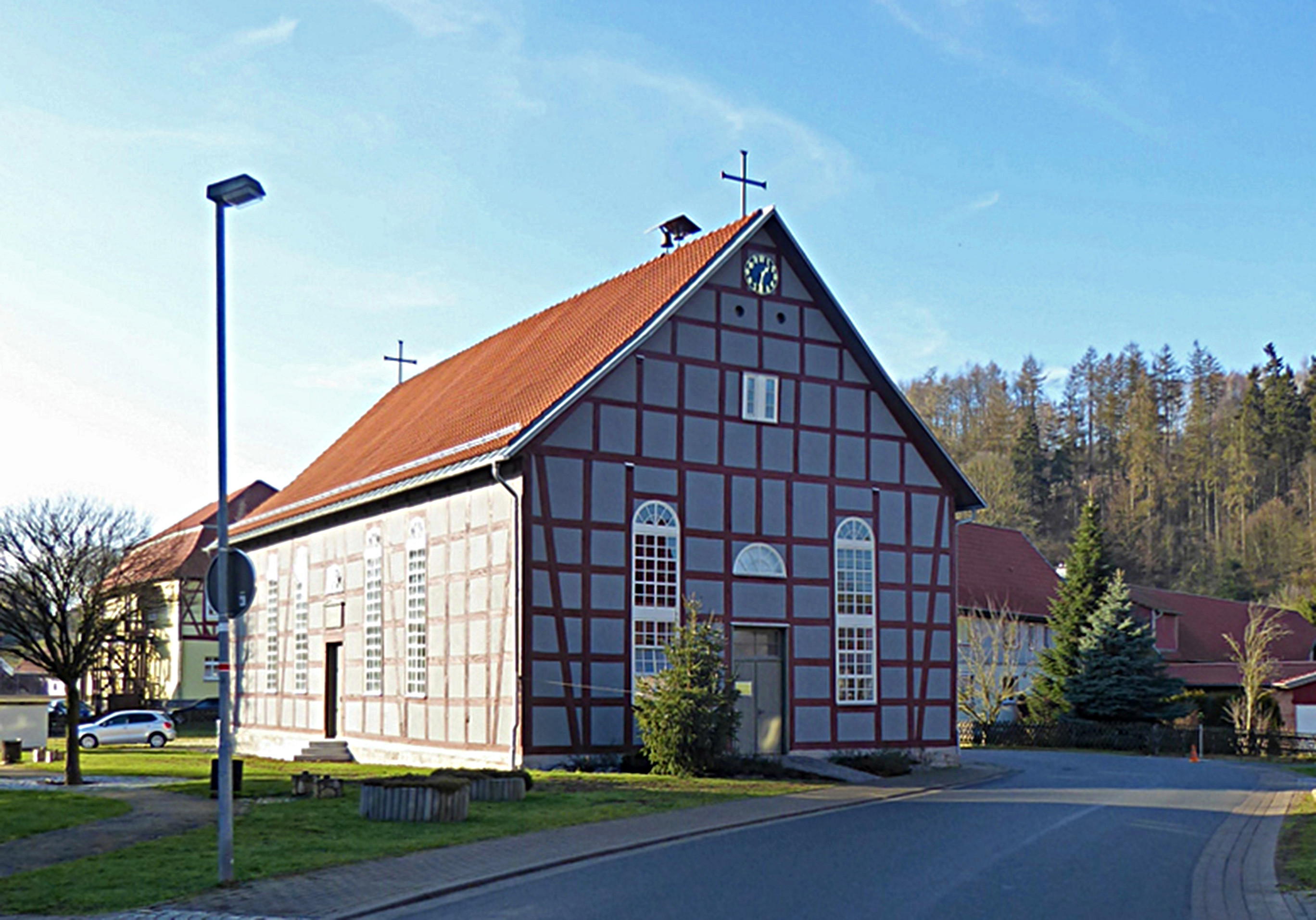
Dorfkirche St. Michaelis von Osten

Die Kirche St. Michaelis ist eine evangelische Kirche in Bockelnhagen im thüringischen Landkreis Eichsfeld im Kirchenkreis Südharz der Evangelischen Kirche Mitteldeutschlands.
Die Fachwerkkirche wurde 1832 von der Familie Minnigerode erbaut und ist innen eine klassizistisch schlichte Emporenhalle. Die eingeschossige vierseitig umlaufende Empore und die beiden Unterzüge der glatt verputzten Flachdecke werden von Säulen mit einfachen Kapitellen getragen.
Der späten Bauzeit entsprechend ist die Kirche nicht geostet, die Gebäudeachse verläuft von Nordnordost nach Westsüdwest. Der Altar steht am westlichen Ende.
1963 erfolgte ein Umbau im Inneren, 1978 dann eine Sanierung, in jüngerer Zeit eine weitere Außensanierung, bei der die Erscheinung der massiv aus Ziegeln gemauerten westlichen Giebelwand den Fachwerkwänden angenähert wurde.
Bereits 1260 gab es eine Ersterwähnung einer Kirche in dieser Region, jedoch an einem anderen Standort, nämlich zwischen Bockelnhagen und Zwinge. Hiervon sind aber nur noch Reste des Kirchturms erhalten.